# Кшиже
Кшиже (пол. Krzyże, нім. Kreuzofen) — село в Польщі, у гміні Руцяне-Нида Піського повіту Вармінсько-Мазурського воєводства.
Населення — 110 осіб (2011).

## Демографія
Демографічна структура станом на 31 березня 2011 року:
|          | Загалом | Допрацездатний вік | Працездатний вік | Постпрацездатний вік |
| -------- | ------- | ------------------ | ---------------- | -------------------- |
| Чоловіки | 55      | 9                  | 43               | 3                    |
| Жінки    | 55      | 16                 | 26               | 13                   |
| Разом    | 110     | 25                 | 69               | 16                   |